# Zuzwil (Bern)
Zuzwil  is een gemeente en plaats in het Zwitserse kanton Bern, en maakt deel uit van het district Bern-Mittelland.
Zuzwil telt 577 inwoners.